# Eduard Beurmann
Ludwig Georg Eduard Beurmann (* 14. April 1804 in Bremen; † 16. Februar 1883 in Berlin) war ein deutscher Advokat, Schriftsteller, Journalist und Redakteur.

## Leben
Als Sohn eines Kaufmanns in Bremen geboren, studierte er von 1823 bis 1826 in Göttingen Jura. Verheiratet war er mit der Schauspielerin Marie Therese Pauline, geborene Böttiger (geb. 1808). Die Heirat mit Therese Böttiger bescherte ihm in Bremen jedoch den Verlust des Bürgerrechts. Er konnte das notwendige Geld zum Erwerb des Bürgerrechtes für seine Frau nicht aufbringen und verlor durch die Heirat nun das seinige dazu. Ohne dies hatte er jedoch in Bremen keine Möglichkeit, als Advokat tätig zu werden. Nach einigen Jahren als Sachverwalter in Bremen und Lübeck übersiedelte er schließlich 1832 nach Frankfurt am Main und widmete sich fortan ausschließlich der Schriftstellerei.
Seine Bücher Frankfurter Bilder (1835) und Skizzen aus den Hansestädten (1836) bescherten ihm hohe Anerkennung. Aufgrund der liberalen Tendenz und des freisinnigen Tons seiner Schriften wurde er bald zum Umfeld der jungdeutschen Literaturbewegung gerechnet.
1837 gab Beurmann stellvertretend für Karl Gutzkow den Frankfurter Telegraph heraus, der im Juli desselben Jahres in Beurmann’s Telegraph umbenannt wurde. Wenige Wochen zuvor erschien von ihm das Buch Ludwig Börne als Charakter und in der Literatur, nur drei Monate nach dessen Tod. Es wurde sogleich in Preußen verboten. In diesem Buch bezeichnet Beurmann sich selbst als Literarhistoriographen.

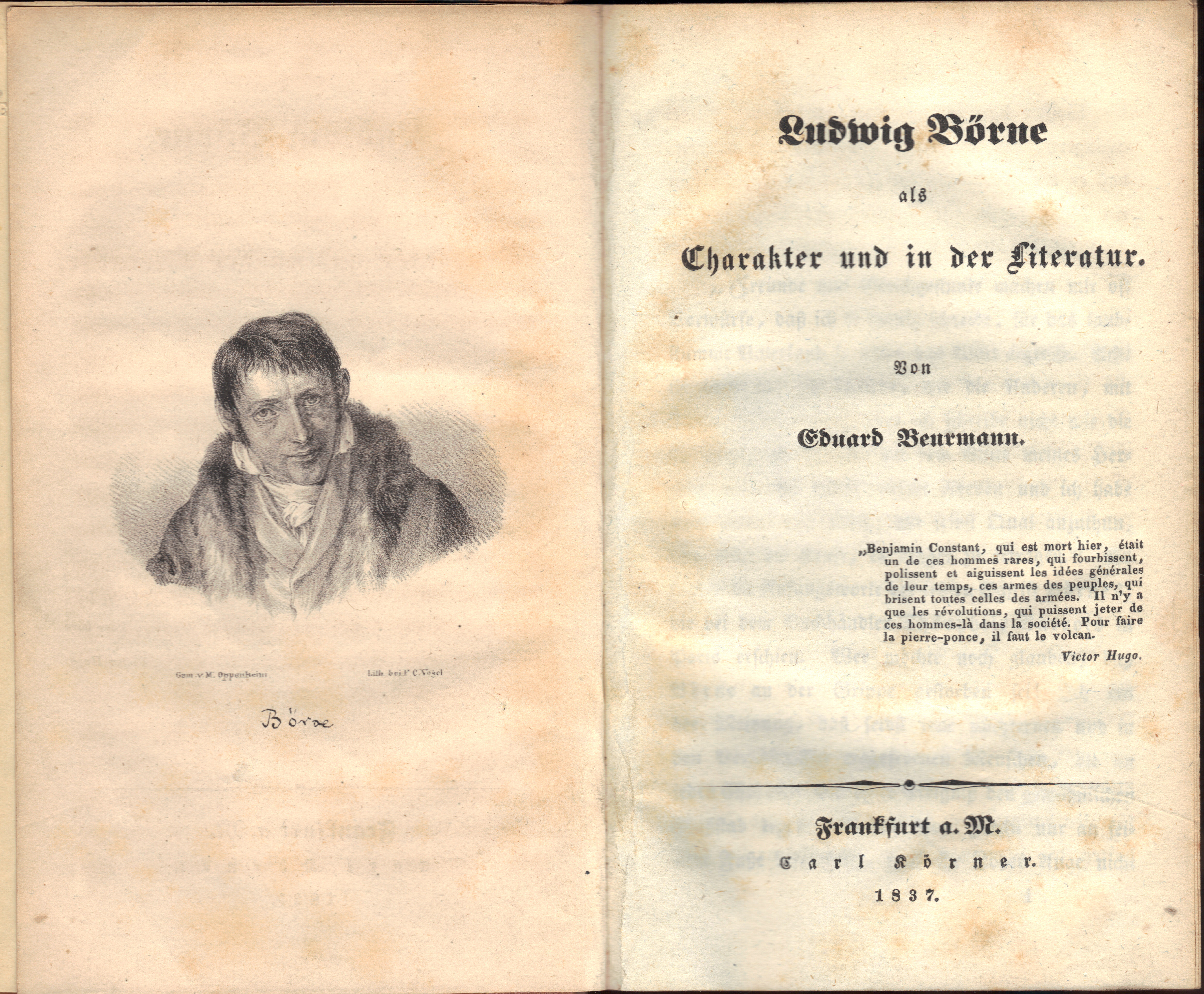
Buchtitelseite aus: Eduard Beurmann: Ludwig Börne als Charakter und in der Literatur, Karl Körner, Frankfurt a. M., 1837

Von 1840 bis 1862 war er erst Redakteur bei der Frankfurter Ober-Post-Amts-Zeitung und dann bei dem in Frankfurt am Main erscheinenden französischsprachigen Journal de Francfort. 1863 zog Beurmann nach Berlin und wohnte zuletzt als „Dr. jur. E. Beurmann“ in der Mittelstraße 64. Eduard Beurmann wurde auf dem Neuen Dorotheenstädtischen Friedhof bestattet. Die Grabstätte ist nicht erhalten.

## Besonderheiten
Im Frühjahr 1836 wurde Beurmann vom Mainzer Informationsbüro als Konfident angeworben. In dessen Auftrage reiste er sogleich nach Brüssel und dann im September nach Paris, wo er bis Ende Dezember 1836 blieb. Dort hatte er direkten Kontakt zu Künstlern und Literaten wie Heinrich Heine oder Ludwig Börne, über die er anschließend sogenannte Konfidentenberichte verfasste.

## Werke (Auswahl)
- Almanach der Deutschen Bühne auf das Jahr 1835. Druck und Verlag J. D. Sauerländer, Frankfurt am Main 1835.
- Frankfurter Bilder. Druck und Verlag von J. Kupferberg, Mainz 1835.
- Skizzen aus den Hanse-Städten. Verlag von Friedrich König, Hanau 1836 (Digitalisat)
- Ein Wort an die Herren Doctoren Oelrichs und Watermeyer, als Anhang zu meinen Skizzen aus den Hansestädten. Verlag von Friedrich König, Hanau 1836
- Ludwig Börne als Charakter und in der Literatur. Carl Körner, Frankfurt am Main, 1837
- Vertraute Briefe über Preußens Hauptstadt. 2 Bde. Rieger, Stuttgart & Leipzig, 1837 (anonym erschienen)
- Brüssel und Paris. 3 Bde. Theodor Fischer, Leipzig 1837
- Deutschland und die Deutschen. 4 Bde. Verlag von Johann Friedrich Hammerich, Altona 1838–1839
- Mittheilungen aus dem Leben eines Advokaten. Verlag von Wilhelm Küchler, Frankfurt am Main, 1838
- Ueber Afghanistan. Leske, Darmstadt, 1844

## Sekundärliteratur
- General- und Universal-Lexikon, über das gesammte menschliche Wissen, Erster Band. Verlag von S. Pätz, Naumburg an der Lahn, 1869
- Ernst Rowe: Stehely und Comp. in: Hans Delbrück (Hrsg.), Preußische Jahrbücher, Einhundertsiebzehnter Band. Verlag von Georg Stilke, Berlin 1904.
- Heinrich Hubert Houben: Zeitschriften des Jungen Deutschlands, Erster und Zweiter Teil. In: Veröffentlichungen der deutschen Bibliographischen Gesellschaft. Bibliographisches Repertorium, Dritter und Vierter Band. B. Behr’s Verlag, Berlin 1906